# Ducula badia
La dúcula dorsicastaña o dúcula de dorso castaño (Ducula badia) es un ave de la familia de los colúmbidos que habita bosques al norte y suroeste de la India y Nepal, hacia el este, por Bangladés, Assam, Nagaland y el sur de China y Hainan, hasta el Sudeste Asiático, Sumatra, Borneo y Java. 

## Descripción

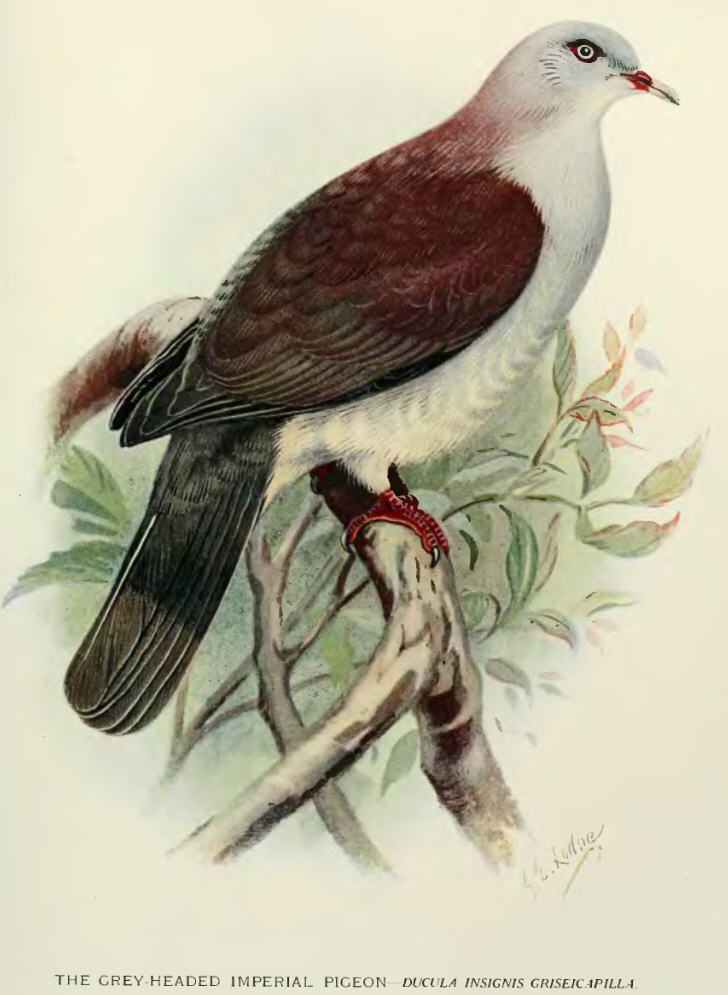
Subespecie insignis

Es la paloma de mayor tamaño de su zona de distribución. Normalmente solitaria, ha sido avistada en grupos de hasta 20 ejemplares. Es un ave difícil de observar ya que pasa la mayor parte del tiempo en las copas de los árboles. La combinación de colores en su parte trasera le da una apariencia distintiva. Su llamado consiste en un profundo y resonante sonido que solo es audible en un rango corto.